# Mannix
Mannix is een Amerikaanse actieserie die op de Amerikaanse tv werd uitgezonden van 1967 tot 1975.

## Rolverdeling
| Acteur       | Personage       |
| ------------ | --------------- |
| Mike Connors | Joe Mannix      |
| Gail Fisher  | Peggy Fair      |
| Ward Wood    | Lt. Art Malcolm |